# 香茂乡
香茂乡（藏語：ཤ་མོང་），是中华人民共和国西藏自治区那曲市色尼区下辖的一个乡镇级行政单位。

## 行政区划
香茂乡下辖以下地区：
宗热格村、多朋热卡村、贡德熊村、哈多村、察夏村、康托村、德色村、东布村、那么切村和东木玛布村。